# Lista de reservas da biosfera na América do Norte
Esta é a Lista de Reservas da Biosfera na América do Norte, reconhecidos pela UNESCO, e o ano da respetiva inscrição. Em Junho de 2017 estavam estabelecidas 48 Reservas da Biosfera em 2 estados norte-americanos:

## Canadá
- Mont Saint Hilaire 1978
- Waterton 1979
- Long Point 1986
- Riding Mountain 1986
- Charlevoix 1988
- Niagara Escarpment 1990
- Clayoquot Sound 2000
- Redberry Lake 2000
- Lago Saint-Pierre 2000
- Mount Arrowsmith 2000
- Southwest Nova 2001
- Thousand Islands - Frontenac Arch 2002
- Georgian Bay Littoral 2004
- Manicouagan Uapishka 2007
- Fundy 2007
- Lago Bras d'Or 2011
- Beaver Hills 2016
- Tsá Tué 2016

## Estados Unidos da América
- Big Bend 1976
- Cascade Head 1976
- Ilhas do Canal da Califórnia 1976
- Denali 1976
- Everglades & Dry Tortugas 1976
- Crown of the Continent 1976 (anteriormente Glacier, renomeado em 2017)
- Jornada 1976
- Luquillo 1976
- Olympic 1976
- Organ Pipe Cactus 1976
- Rocky Mountain National Park 1976
- San Dimas 1976
- San Joaquin 1976
- Sequoia-Kings Canyon 1976
- Yellowstone 1976
- University of Michigan Biological Station 1979
- Virginia Coast 1979
- Hawaiian Islands 1980
- Isle Royale 1980
- Big Thicket 1981
- Guanica 1981
- Central Gulf Coast Plain 1983
- Congaree 1983 (anteriormente South Atlantic Coastal Plain, renomeado em 2017)
- Desertos do Mojave e Colorado 1984
- Glacier Bay-Admiralty Is. 1986
- Golden Gate 1988
- New Jersey Pinelands 1988
- Southern Appalachian 1988
- Champlain-Adirondak 1988
- Mammoth Cave Area 1990 (ampliado em 1996)